# Rasa Mažeikytė
Rasa Mazeikyte née le 31 mars 1976, est une coureuse cycliste lituanienne. Elle a notamment été médaillée de bronze de la poursuite aux championnats du monde de 1999 et a remporté la coupe du monde dans cette discipline en 1999.

## Palmarès

### Jeux olympiques
- Atlanta 1996
  - 6e de la poursuite
- Sydney 2000
  - 11e de la poursuite

### Championnat du monde
- Berlin 1999
  -  Médaillée de bronze de la poursuite

### Championnats d'Europe
- 1997
  -  Championne d'Europe de poursuite espoirs

- 1998
  -  Championne d'Europe de poursuite espoirs

### Coupe du monde
- 1997
  - 1re de la poursuite à Trexlertown
  - 2e de la poursuite à Cali
  - 2e de la poursuite à Fiorenzuola

- 1998
  - 1re de la poursuite à Hyères
  - 2e de la poursuite à Cali

- 1999
  - 1re du classement de la poursuite
  - 1re de la poursuite à Mexico
  - 1re de la poursuite à Valence

- 2002
  - 1re de la poursuite à Cali

- 2003
  - 3e de la poursuite à Aguascalientes

## Palmarès sur route
- 1996
  - 2e du championnat de Lituanie sur route

- 1998
  -  Médaillée de bronze du championnat d'Europe du contre-la-montre espoirs

- 1999
  - 2e du championnat de Lituanie du contre-la-montre